# シャボン玉こんにちは
『シャボン玉こんにちは』（シャボンだまこんにちは）は、1975年9月29日から1981年3月27日までTBS系列局で放送されていたTBS製作のトークバラエティ番組である。前期には牛乳石鹸共進社の一社提供で放送されていたが、後期には同社を含む複数社提供へ移行していた。
1979年7月9日からは「キンキンのこんにちは」と表示するようになったが、正式タイトルはその後も不変だった。

## 概要
生放送による帯番組で、毎日話題の歌手やタレントを招きながら、彼らとのトークや歌を楽しむことをコンセプトに据えていた。基本としてTBSのスタジオから放送されていたが、日本各地の屋外からの生中継で構成される日もあった。
放送開始当初は、愛川欽也とうつみ宮土理が司会を担当。オープニングでは、愛川とうつみの似顔絵が描かれたフリップを順番に出しながら、愛川による「キンキン」・うつみによる「ケロンパ」（いずれも愛称）のコールを流した後に、2人揃ってのタイトルコールに合わせてタイトルロゴのフリップを映していた。スタジオから放送する場合には、タイトルロゴのフリップからスタジオの映像に切り替わると、提供クレジットが表示されるまで2人だけのクロストークが展開されていた。スタジオには、日めくり式のカレンダーがセットの壁に掛けられていたほか、2人の背後にホワイトボードを設置。放送日のカレンダーに記されている標語をうつみが紹介したうえで、その標語をめぐって、ホワイトボードを使いながら愛川との間で丁々発止のやり取りを繰り広げていた。このため、ゲストは提供クレジットと牛乳石鹸製品のコマーシャル（事前収録分）を放送してからスタジオに登場していた。
また、番組の中盤には、牛乳石鹸製品の生コマーシャルを挿入。本編を生中継で構成する場合にも放送されていた。初期の生コマーシャルでは、「シャワラン」（当時発売されていたシャンプーやリンス）を紹介する場合のみ同製品のCMソング（歌：ピンク・レディー）、他の製品の紹介中に「牛乳石鹸のうた」（作詞・作曲：三木トリロー）のインストゥルメンタルをBGMに流していた。
愛川とうつみは、当番組での共演がきっかけで、放送期間中の1978年に結婚。2人揃って司会を務めていた1978年の3月20日には、『マン・マン・マーチ/坊やどこいくの』というデュエット曲のレコードが、東芝EMIから発売されている（EP:TP-10397）。もっとも、同年6月には司会を揃って降板。降板後は、湯原昌幸と松岡きっこのコンビが1978年末まで司会を引き継ぎながら、「シャボン玉相談室」（視聴者がハガキで寄せられた相談にゲストが生放送で答える企画）などを放送していた。
1979年1月からは山城新伍と浅井栄子（TBSアナウンサー(当時)）が司会を務めていたが、同年7月から愛川が太田裕美とのコンビで司会に復帰した。愛川が司会を務めた時期は愛川が「お昼のひとときシャボン玉」、女性司会者（うつみ → 太田）が「夢が広がるシャボン玉」と言った後に「シャボン玉こんにちは! ハァ～イ!」と2人が叫ぶことで生放送を締め括っていた。
牛乳石鹸共進社の単独提供番組として始まったが、湯原・松岡コンビの司会時代から、同社の生コマーシャルを残しつつ他社（ダイエーやアース製薬など）との共同提供体制へ移行。牛乳石鹸共進社は当番組の終了を機に、TBSが平日のランチタイムにレギュラーで放送する番組のスポンサーを降りた。ただし、愛川は後継番組の『キンキン・祐子のおじゃましまーす』でも司会を務めた。

### 放送開始までの経緯
TBS系列には1975年3月30日まで、牛乳石鹸と同じく大阪市に本社を置く朝日放送（現在の朝日放送テレビ）が準基幹局として加盟していた。朝日放送では、牛乳石鹸の単独提供番組である『シャボン玉プレゼント』を本社で制作。1975年3月28日（金曜日）までは、平日の13時台にTBS系列で放送されていた。しかし、近畿広域圏におけるネットチェンジ（同月31日）によって、前日までNET（現在のテレビ朝日）系列の準基幹局であった毎日放送がTBS系列に加盟。朝日放送は『シャボン玉プレゼント』の制作を続けながらも、ネットチェンジによってNET系列に移ったため、同番組は放送枠を変えずに3月31日からNET系列局で放送されるようになった。
その一方で、TBS系列では1969年6月30日から、TBS（1970年3月までは朝日放送との共同）制作による『ベルトクイズQ&Q』（事前収録番組）を平日の正午（12:00）から40分間放送。前述したネットチェンジ後も、関西地方のネット局を朝日放送から毎日放送へ変更したうえで継続していた。しかし、ネットチェンジから半年後（1975年10月）の改編で放送時間が25分に短縮されたことに伴って、短縮分の15分を活用する格好で当番組を新たに編成した。1978年10月からは、『ベルトクイズQ&Q』の放送時間が20分に縮小されたことを受けて、当番組の放送時間を20分に拡大している。

## 放送時間
いずれも日本標準時。
- 月曜 - 金曜 12:25 - 12:40 （1975年9月29日 - 1978年9月29日）
- 月曜 - 金曜 12:20 - 12:40 （1978年10月2日 - 1981年3月27日） - 放送枠が5分拡大。

## 出演者

### 司会
- 初代0：愛川欽也、うつみ宮土理（キンキン・ケロンパ、1975年9月 - 1978年6月）
- 2代目：湯原昌幸、松岡きっこ（まーちゃん・きっこちゃん、1978年7月 - 1978年12月）
- 3代目：山城新伍、浅井栄子（当時TBSアナウンサー、1979年1月 - 1979年6月）
- 4代目：愛川欽也、太田裕美（キンキン・ヒロミ、1979年7月 - 1981年3月）

### アシスタント
- アパッチ - 湯原・松岡司会期から出演。

### 音楽・指揮
- 長洲忠彦

### 演奏
- 岡本章生とゲイスターズ
- 原信夫とシャープス&フラッツ

## スタッフ
3代目（1978年10月 - 1979年7月）
- 構成：奥山恍伸（現：奥山コーシン）、河村達樹
- 技術：清都信義
- カラー調整：田中茂
- 照明：久保田芳實
- 音声：松本百合雄
- 美術デザイン：山田栄
- 音響：大鐘信慶
- 演出：多良寛則
- プロデューサー：大友和夫
- 制作：中村寿雄
- 製作著作：TBS

4代目（1979年7月 - 1981年3月）
- 構成：奥山恍伸（現：奥山コーシン）、河村達樹
- 技術：清都信義
- カラー調整：安藤紘平、横井義雄
- 照明：大野治利
- 音声：春日井真一郎
- カメラ：高田裕、本木明博
- 美術デザイン：山田栄、金子俊彦
- 美術制作：中嶋美津夫
- 音響：中本建
- プロデューサー：大友和夫
- 演出：多良寛則、桂邦彦
- 制作：中村寿雄
- 製作著作：TBS

## ネット局
※系列は放送終了時点のもの。
| 放送対象地域   | 放送局       | 系列                   | 備考                                                |
| -------------- | ------------ | ---------------------- | --------------------------------------------------- |
| 関東広域圏     | 東京放送     | TBS系列                | 製作局 現・TBSテレビ                                |
| 北海道         | 北海道放送   | TBS系列                |                                                     |
| 青森県         | 青森テレビ   | TBS系列                |                                                     |
| 岩手県         | 岩手放送     | TBS系列                | 現・IBC岩手放送                                     |
| 宮城県         | 東北放送     | TBS系列                |                                                     |
| 福島県         | 福島テレビ   | TBS系列 フジテレビ系列 |                                                     |
| 山梨県         | テレビ山梨   | TBS系列                |                                                     |
| 長野県         | 信越放送     | TBS系列                |                                                     |
| 新潟県         | 新潟放送     | TBS系列                |                                                     |
| 静岡県         | 静岡放送     | TBS系列                |                                                     |
| 中京広域圏     | 中部日本放送 | TBS系列                | 現・CBCテレビ                                       |
| 石川県         | 北陸放送     | TBS系列                |                                                     |
| 近畿広域圏     | 毎日放送     | TBS系列                |                                                     |
| 岡山県         | 山陽放送     | TBS系列                | 現・RSK山陽放送。当時の放送免許エリアは岡山県のみ。 |
| 島根県・鳥取県 | 山陰放送     | TBS系列                |                                                     |
| 広島県         | 中国放送     | TBS系列                |                                                     |
| 山口県         | テレビ山口   | TBS系列 フジテレビ系列 | 1979年4月2日から。                                  |
| 高知県         | テレビ高知   | TBS系列                |                                                     |
| 福岡県         | RKB毎日放送  | TBS系列                |                                                     |
| 長崎県         | 長崎放送     | TBS系列                |                                                     |
| 熊本県         | 熊本放送     | TBS系列                |                                                     |
| 大分県         | 大分放送     | TBS系列                |                                                     |
| 宮崎県         | 宮崎放送     | TBS系列                |                                                     |
| 鹿児島県       | 南日本放送   | TBS系列                |                                                     |
| 沖縄県         | 琉球放送     | TBS系列                |                                                     |